# Пилане
Пилане (англ. Pilane) — населённый пункт сельского типа на юго-востоке Ботсваны, на территории округа Кгатленг.

## Общая информация
Находится в юго-западной части округа, примерно в 10 км к юго-западу от административного центра округа, города Мочуди.

## Население
По данным на 2013 год население деревни составляет 1537 человек.
Динамика численности населения деревни по годам:
| 2001 | 2013 |
| ---- | ---- |
| 1178 | 1537 |